# USS Seawolf (SSN-575)
Pour les autres navires du même nom, voir USS Seawolf.
Le USS Seawolf (SSN-575) est un sous-marin nucléaire d'attaque américain en service de 1957 à 1987, pendant la guerre froide.

## Historique
Construit au chantier naval Electric Boat de Groton, il a été commissionné le 30 mars 1957 et a été retiré du service trente ans plus tard, le 30 mars 1987, pour être mis à la ferraille. Il s'agit du troisième bateau américain à porter ce nom, le deuxième sous-marin à propulsion nucléaire navale à être construit, et le seul bâtiment américain à avoir eu un réacteur rapide refroidi au sodium.
Il a notamment été décoré de la Navy Unit Commendation en 1958 durant des exercices militaires dans la mer des Caraïbes.
Le 7 juillet 1961, le Seawolf commence un voyage océanographique vers Portsmouth, en Angleterre, avant son retour à New London le 19 septembre.
Il a été utilisé pour des missions de renseignement. Entre autres missions, en 1986, lui et le NR-1 auraient mis sur écoute un câble sous-marin reliant l'Afrique du Nord à l'Europe à une époque où les États-Unis étaient engagés dans une confrontation avec la Libye ; cette opération n'aurait cependant pas généré de renseignements utiles.